# رجینا گرابول
رجینا گرابول (به انگلیسی: Regina Grabolle) ژیمناست زادهٔ ۱۸ مهٔ ۱۹۶۵ میلادی اهل کشور آلمان شرقی است.